# 罗小黑战记 (电影)
《罗小黑战记》（英語：The Legend of Hei）是一部2019年的中国大陆二维动画喜劇奇幻片，由木头执导，讲述了一只叫小黑的小猫妖因为家园被人类破坏，开始流浪，先后结识了和他有着一样经历但是对于人类有着对抗和和平共处两种观点的妖精，最后选择和人类和平共处的故事。时间线上电影版是先前动画的前传，但远晚于漫画《蓝溪镇》，所以电影中小黑就是动画版的人物“罗小黑”。
电影于2019年9月7日在中国大陆首映，并于2019年9月23日宣布第一次密鑰延期。

## 發行
2018年7月31日，官方公开了《罗小黑战记》电影的宣传海报。2019年7月24日，定档2019年9月12号上映，2019年8月28日，由周深演唱的电影推广曲《不再流浪》上线，第二天还发布了由周深真人和罗小黑电影动画内容共同制作的音乐视频。电影《罗小黑战记》点映后获得很好的口碑，提档到9月7日公开上映。上映仅3日票房即突破1亿，并且连续五天获得单日票房冠军。
2019年9月23日，发行方华夏电影宣布《罗小黑战记》密钥延期，有效期限为2019年10月7日至11月6日。

## 出场人物
小黑
配音：山新（中國大陸）；花泽香菜（日本）
一只猫妖，片中多数时间为大眼黑猫的形象，人形是一个黑发猫耳的小孩子。被人类赶出家园以后，认识了反对人类的风息等人，之后又被无限抓去。在结识了无限以后他才开始了解自己强大的能力。
无限
配音：刘明月（中國大陸）；宫野真守（日本）
维持人妖平衡的机构“妖灵会馆”的执行者，虽然是人类但是有着匹敌妖精的强大能力。他和罗小黑的属性是相同的，所以能够教导罗小黑发掘自己的能力，他希望能够带领小黑合理使用自己的能力。开始的时候使用自己的能力束缚不服从的小黑，最后为了救小黑和龙游市，不惜冲进风息的领域之中。最后小黑终于认可了他的师傅身份。
风息
配音：郝祥海（中國大陸）；樱井孝宏（日本）
木系妖精。因为人类夺走了他的家园所以尝试反抗人类，但是被妖灵会馆阻止，所以开始反抗妖灵会馆，对于妖灵会馆的理念嗤之以鼻。开始的时候，他对小黑关怀备至，但其后他使用自己隐藏的“豪夺”能力夺取了小黑的“领域”的能力。由于小黑能力的特殊性，小黑会因为失去“领域”而死亡，而风息为了达到自己的目的没有顾及这件事。最后因为小黑拥有罕见的双“灵质空间”（故事世界观中生命力的表征），小黑得以重新获得对于自己能力的控制并打败风息。
哪吒
配音：山新（中國大陸）；水濑祈（日本）
老君的手下，穿着时髦且有些傲气。虽然能力强大，但由于无法进入“领域”，没能在无限与风息酣战时帮上忙。

## 音乐
| 曲序 | 曲目                      |      | 作曲               | 编曲                                 | 演唱 |
| ---- | ------------------------- | ---- | ------------------ | ------------------------------------ | ---- |
| 1.   | 不再流浪（推广曲）        | 祁辛 | 崔克檐、祁辛       |                                      | 周深 |
| 2.   | Unity（日语配音版主题曲） | LMYK | LMYK、John Jackson | Jimmy Jam、Terry Lewis、John Jackson | LMYK |

## 上映
| 上映时间                                        | 上映地点 |
| ----------------------------------------------- | -------- |
| 2019年9月7日                                    | 中国内地 |
| 2019年9月20日（字幕版） 2020年11月7日（译配版） | 日本     |
| 2021年1月21日                                   | 泰国     |